# مطران‌نشین فارس

نقشه پارس ساسانی

ولایت فارس یکی از  یکی از ولایات مطران‌نشین کلیسای شرق (کلیسای سریانی شرقی) در فاصله سده‌های ششم و دوازدهم میلادی بود. مرکز آن استان فارس کنونی، مهد تاریخی تمدن ایران باستان بود و علاوه بر تعدادی از مراکز در خود منطقه فارس، شامل تعدادی اسقف‌نشین در شبه‌جزیره عربستان و یک اسقف‌نشین برای جزیره سقطرا نیز بود.

## اسقف‌نشین‌های فارس

### اسقف‌نشین ریواردشیر
اسقف یزداد ریواردشیری از جمله امضاکنندگان لوایح شورای دادیشوع در سال ۴۲۴ بود.
اسقف ماری ریواردشیری در حدود سال ۴۵۰ شکوفا شد. او نامه‌ای مشهور از اسقف ایباس ادسایی دریافت کرد و معروف است که شرحی بر نامه‌های آکاکیوس عمیدی، تفسیری بر کتاب دانیال و رساله‌ای علیه مجوس نصیبینی نوشته‌است.
به نظر می‌رسد که سه اسقف‌نشین فارس در جریان انشقاق نرسه و الیشاع سال‌های اولیه سده ششم تقدیس شده‌اند: اسحاق، که قبل از ۵۴۰ درگذشت. جانشین او ایشوبخت؛ و آکاسیوس. ایشوبخت و آکاسیوس هر دو توسط پدرسالار ابای یکم در سال ۵۴۰ برکنار شدند و اسقف معنا که در سال ۵۴۰ یکی از امضاکنندگان نامه پدرسالار بود، جایگزین شدند.

### اسقف‌نشین استخر
اسقف زادوی استخری از جمله امضاکنندگان اعمال شورای دادیشوع سال ۴۲۴ بود

### اسقف‌نشین اردشیرخوره (سیراف)
اسقف فربخت اردشیرخوره یکی از یازده اسقف نامگذاری شده بود که در اعمال شورای دادیشوع در سال ۴۲۴ ذکر شده‌است که در مجمع اسحاق در سال ۴۱۰ و یهب‌الله در سال ۴۲۰ مورد سرزنش قرار گرفته‌است.
اسقف قرداغ اردشیرخوره از جمله اسقف‌هایی بود که در سال ۵۴۰ نزد پدرسالار ابای یکم گرد آمد و نامه او را امضا کرد.

### اسقف‌نشین دارابگرد
اسقف یزدبوزید دارابگردی یکی از یازده اسقف نامبرده‌ای بود که در اعمال شورای دادیشوع سال ۴۲۴ ذکر شده‌است که در مجمع اسحاق در سال ۴۱۰ و یهب‌الله اول در سال ۴۲۰ مورد سرزنش قرار گرفته.

### اسقف‌نشین بیشاپور
اسقف فربخت بیشاپوری در سال ۴۲۱ توسط بهرام گور پادشاه ایران به عنوان اسقف کلیسای مشرق منصوب شد، اما تنها پس از چند ماه از مقام خود خلع شد.
اسقف ابراهیم بیشاپوری از جمله اسقفانی بود که در سال ۵۴۰ نزد پدرسالار ابای یکم گرد آمدند.

### اسقف‌نشین کیش
اسقف داوود کیشی، اسقفی در فارس یا بت قطریه، از جمله اسقف‌هایی بود که در سال ۵۴۰ نزد پدرسالار ابای یکم گرد آمدند.

## اسقف‌نشین‌ها در بت قطریه و عربستان

### اسقف‌نشین میشماهیگ
اسقف بتایی میشماهیگی که قبلاً به مناسبت یک جنایت نامعلوم محکوم شده بود، مجدداً در مجمع اسحاق در سال ۴۱۰ محکوم و معزول شد و اسقف الیای میشماهیگی از جمله امضاکنندگان اعمال مجمع بود.

### اسقف‌نشین بت مازونیه
اسقف یوحنان مازونی از جمله امضاکنندگان اعمال شورای دادیشوع در سال ۴۲۴ بود

### اسقف‌نشین دیرین
اسقف پولس توسط پدرسالار اسحاق در سال ۴۱۰ برای «جزایر آردای و تودورو»، احتمالاً دیرین، تقدیس شد.

### اسقف‌نشین هاجر
اسقف پوسای هاجری از جمله امضاکنندگان اعمال شورای دیرین در سال ۶۷۶ بود

### اسقف نشین حتی
اسقف شاهین حتایی از جمله امضاکنندگان اعمال شورای دیرین در سال ۶۷۶ بود

### اسقف‌نشینسقطرا
پدرسالار سربیشوع سوم اسقفی ناشناس را اندکی پس از تقدیس او در سال ۱۰۶۳/۱۰۶۳، برای سقطرا فرستاد.

### اسقف‌نشین یمن و صنعا
راهب پیتر از صومعه بت آبه اسقف یمن و صنعا در زمان پدرسالاری ابراهیم دوم (۸۳۷–۵۰) بود.